# کبوتر شاهی شکم‌صورتی
کبوتر شاهی شکم‌صورتی (نام علمی: Ducula poliocephala)، که همچنین به عنوان کبوتر دم‌نواری شناخته می‌شود، در فیلیپین یافت می‌شود. این پرنده میوه‌خوار بزرگ است که اندازه آن به ۴۲ سانتی‌متر می‌رسد.
کبوتر شاهی شکم‌صورتی بیشتر سبز تیره است، با سر خاکستری کم‌رنگ، شکم صورتی مناسب و طرح قهوه‌ای، سیاه و خاکستری روی دمش. چشم‌ها و نرمهٔ بینی قرمز است. این پرندگان به صورت مختلط با کبوترهای بزرگ دیگر دیده شده‌اند.

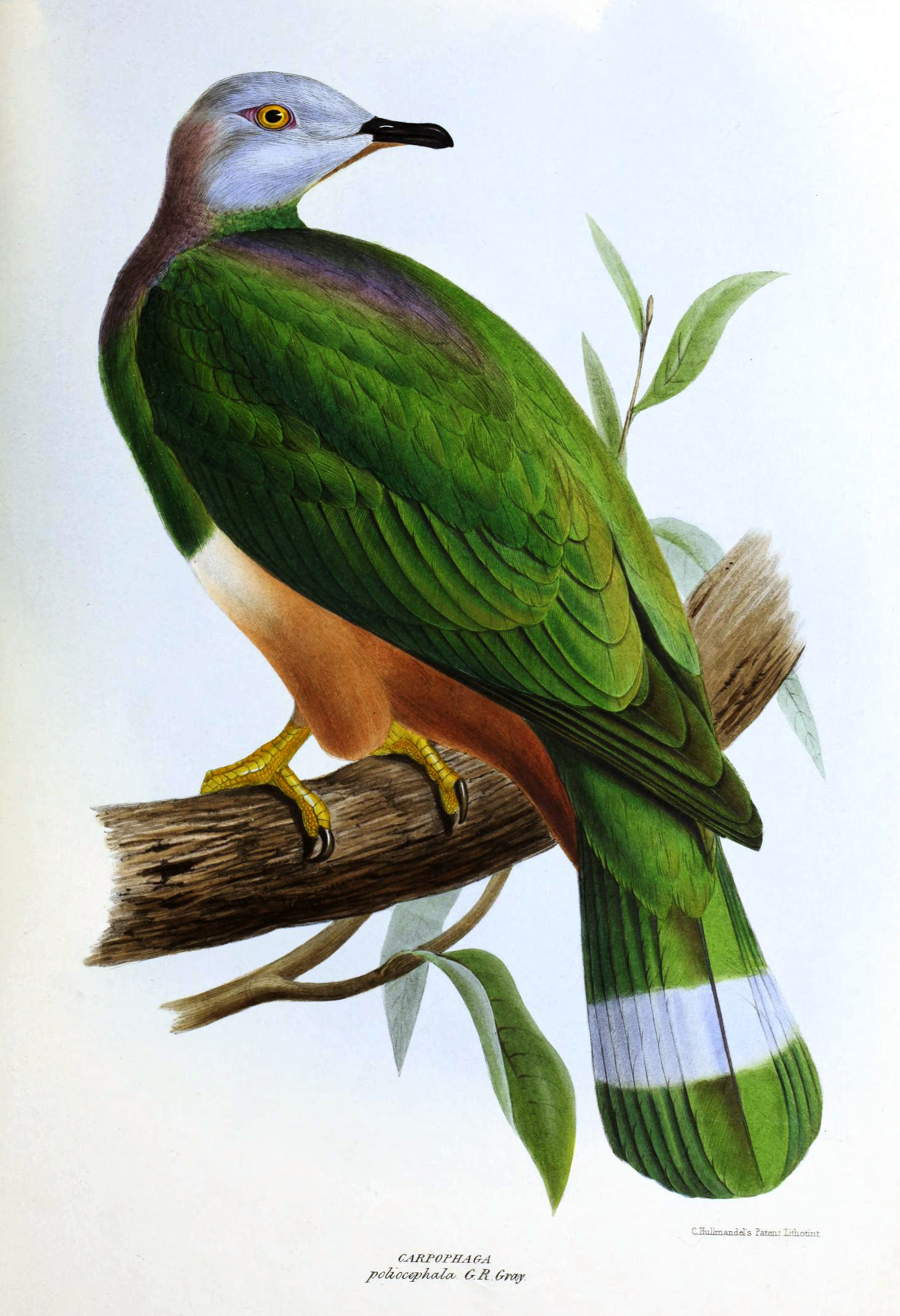
یک نگاره